# Nunca olvides
Nunca olvides (título original: Never Forget) es un drama de Joseph Sargent del año 1991 con Leonard Nimoy y Dabney Coleman en los papeles principales. La película está basada en una historia real, que se ha producido en la década de 1980.

## Argumento
Mel Mermelstein es un judío húngaro, el único de su familia que sobrevivió el Holocausto. Después de la guerra el emigró a los Estados Unidos y vive desde entonces en California. Allí, ha fundado desde entonces una familia y una empresa. Paralelamente, también hace conferencias sobre el Holocausto y contra el olvido de este acontecimiento. También ha construido al lado de su casa un santuario, en el que ha puesto lo sucedido. Esto lo hace hizo, porque lo prometió a su padre antes de que fuese asesinado.
Un día una organización de extrema derecha, el Institute for Historical Review, que niega el Holocausto, le pide pruebas del Holocausto. A pesar de que las organizaciones judías le recomiendan no dejarse provocar, él decide defenderse con la ayuda de un abogado irlandés, William Cox. Juntos logran, con un truco legal, que el asunto llegue a los tribunales.
Allí consigue que el Holocausto sea reconocido como un hecho. También consigue, que la organización le pague una indemnización por daños y perjuicios y además una disculpa hacia él y hacia los demás supervivientes. Sin embargo, como resalta la película, todavía hay organizaciones de extrema derecha que continúan negando el holocausto.

## Reparto
- Leonard Nimoy - Mel Mermelstein
- Dabney Coleman - William John Cox
- Blythe Danner - Jane Mermelstein
- Paul Hampton - Richard Fusilier
- Jason Presson - Bernie Mermelstein
- Juliet Sorci - Edie Mermelstein
- Nicholas Fee - David Mermelstein
- Benji Gregory - Kenny Mermelstein
- Hanna Hertelendy - Elsie Smolena

## Recepción
Según Fotogramas, este telefilm, a pesar de sus elogiables e importantes intenciones, no impide que su desarrollo sea tan apagado como la mayor parte de sus semejantes.

## Premios
- Premios CableACE: Una Nominación
- Premios Artistas Jóvenes: Una Nominación